# Johnathan Jordan
Johnathan Devante "John" Jordan (Houston, Texas, 7 de octubre de 1992) es un baloncestista estadounidense que pertenece a la plantilla del FUS Rabat de Marruecos. Con 1,78 metros de estatura, juega en la posición de base.

## Trayectoria deportiva

### Universidad
Jugó durante cuatro temporadas con los Islanders de la Universidad Texas A&M-Corpus Christi, en las que promedió 12,5 puntos, 4,1 rebotes y 5,2 asistencias por partido. En sus dos últimas temporadas fue incluido en el mejor quinteto de la Southland Conference.

### Profesional
Tras no ser elegido en el Draft de la NBA de 2015, en el mes de noviembre fichó por los Delaware 87ers de la NBA D-League. Jugó únicamente ocho partidos, en los que promedió 5,0 puntos y 2,0 asistencias,
Fue despedido en el mes de diciembre, y una semana después fichó por los Erie BayHawks. Allí tampoco cuajó, disputando diez partidos en los que promedió 8,3 puntos y 3,3 asistencias. En febrero de 2016 fue traspasado a los Raptors 905 a cambio del retorno de los derechos sobre Luke Harangody.
Diez días después de llegar al equipo participó en el concurso de mates de la NBA D-League, en el que resultó ganador.
En 2023, luego de haber jugado para el KK Zdravlje de la máxima categoría del baloncesto serbio, se unió al FUS Rabat de Marruecos.

## Selección nacional
Disputó el Afrobasket 2025 como miembro de la selección de baloncesto de la República Democrática del Congo.